# PJ Powers
Penelope Jane Dunlop còn được gọi là PJ Powers hay "Thandeka" (sinh ngày 16 tháng 7 năm 1960) là một nhạc sĩ Nam Phi, người đã thu âm 15 album và nổi tiếng với bảng xếp hạng Anh Quốc "World In Union" (với Ladysmith Black Mambazo) vào năm 1995.

## Cuộc đời và sự nghiệp
Penelope Jane sinh ra ở Durban, KwaZulu-Natal vào ngày 16 tháng 7 năm 1960. Nhóm nhạc đầu tiên của PJ là một ban nhạc toàn nữ gọi là Pantha. Cô là ca sĩ chính cho ban nhạc rock Hotline, được thành lập ở Johannesburg vào năm 1980. Ban nhạc đã thay đổi phong cách của mình thành Afro-rock năm 1983. Hotline đã tan rã vào năm 1987, sau đó, P. Powers theo đuổi một sự nghiệp solo riêng của mình.

## Sự nghiệp solo
Năm 1988, P.J. bị cấm không xuất hiện trên đài phát thanh và truyền hình trong một năm bởi chính phủ phân biệt chủng tộc cho buổi trình diễn của cô tại một buổi hòa nhạc từ thiện dành cho trẻ em mồ côi chiến tranh ở Zimbabwe, cùng với Miriam Makeba và Harry Belafonte. Cô được khuyến khích tiếp tục hát bởi Nelson Mandela, người đã gửi cho cô một lá thư khích lệ từ nhà tù Victor Verster ở Cape Town. 
Năm 1995, cô thu âm bài hát chính thức của Rugby World Cup với Ladysmith Black Mambazo, "World in Union", đạt được vị trí 47 trên bảng xếp hạng đĩa đơn tại Anh. Cô đã biểu diễn bài hát này ngay từ ngày khai mạc World Cup Rugby 1995 tại Cape Town cho khán giả truyền hình trên toàn thế giới.
P.J đã biểu diễn chung sân khấu với Eric Clapton, Joan Armatrading, Hugh Masekela, Divine Diva, Richard Attenborough, Richard E. Grant, Sibongile Khumalo, Janet Suzman và những tên tuổi lớn khác. P.J. hát cho Nữ hoàng Elizabeth của Vương quốc Anh, Vua Juan Carlos của Tây Ban Nha và Nữ hoàng Beatrix của Hà Lan. Cô hát tại lễ nhậm chức của Tổng thống Nelson Mandela và tại World Cup bóng bầu dục năm 1995. Cô cộng tác với Vicky Sampson, Yvonne Chaka Chaka và M'du Masilela cho video ca nhạc được tổ chức tại Liên Hợp Quốc tại Washington, DC và Hy Lạp. PJ cũng đã viết một bài hát để chúc mừng sinh nhật lần thứ 85 cho Tổng thống Nelson Mandela, cô đã hát bài hát ấy cho ông và khách mời bao gồm Bill Clinton và Oprah Winfrey tại bữa tiệc của Nelson Mandela năm 2003.